# Mbokomu Mons
Lo Mbokomu Mons è una struttura geologica della superficie di Venere.